# لاکراس زنان

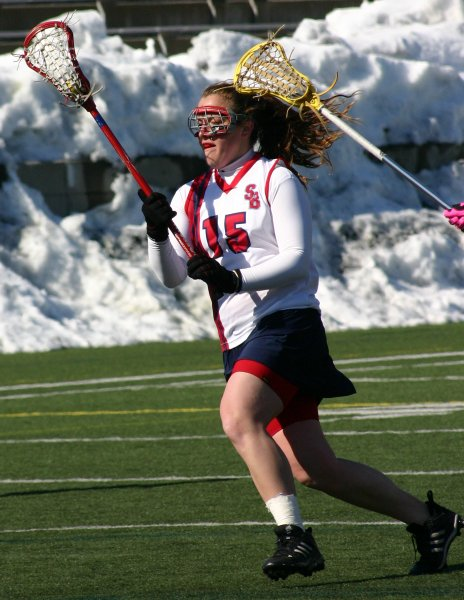
یک زن در حال بازی لاکراس زنان

لاکراس زنان (به انگلیسی: Women's lacroose) ورزشی از دسته ورزش‌های لاکراس است . این ورزش همان طور که از نامش پیداست، مخصوص زنان است. قوانین این ورزش از زمان بومیان آمریکا سرچشمه می‌گیرد اما قوانین مدرن آن در سال ۱۸۹۰ در اسکاتلند ابداع شد. این ورزش تفاوت‌هایی با ورزش لاکراس روی چمن و انواع دیگر لاکراس دارد.